# Saint-Laurent-d'Oingt
Saint-Laurent-d'Oingt és un municipi delegat francès, situat al departament del Roine i a la regió d'Alvèrnia-Roine-Alps. L'any 2007 tenia 803 habitants.
A partir de l'1 de gener de 2017, Saint-Laurent-d'Oingt es fusiona amb Le Bois-d'Oingt i Oingt i conformen el municipi nou Val d'Oingt.

## Demografia

### Població
El 2007 la població de fet de Saint-Laurent-d'Oingt era de 803 persones. Hi havia 309 famílies de les quals 71 eren unipersonals (28 homes vivint sols i 43 dones vivint soles), 99 parelles sense fills, 127 parelles amb fills i 12 famílies monoparentals amb fills.
La població ha evolucionat segons el següent gràfic:
Habitants censats

### Habitatges
El 2007 hi havia 375 habitatges, 313 eren l'habitatge principal de la família, 36 eren segones residències i 26 estaven desocupats. 348 eren cases i 23 eren apartaments. Dels 313 habitatges principals, 241 estaven ocupats pels seus propietaris, 62 estaven llogats i ocupats pels llogaters i 10 estaven cedits a títol gratuït; 5 tenien dues cambres, 44 en tenien tres, 76 en tenien quatre i 188 en tenien cinc o més. 263 habitatges disposaven pel capbaix d'una plaça de pàrquing. A 125 habitatges hi havia un automòbil i a 169 n'hi havia dos o més.

### Piràmide de població
La piràmide de població per edats i sexe el 2009 era:
| Homes | Edats   | Dones |
| ----- | ------- | ----- |
| 0     | 95 o +  | 4     |
| 0     | 90 a 94 | 4     |
| 0     | 85 a 89 | 4     |
| 8     | 80 a 84 | 8     |
| 12    | 75 a 79 | 8     |
| 20    | 70 a 74 | 16    |
| 12    | 65 a 69 | 20    |
| 12    | 60 a 64 | 16    |
| 8     | 55 a 59 | 8     |
| 24    | 50 a 54 | 24    |
| 44    | 45 a 49 | 28    |
| 24    | 40 a 44 | 44    |
| 24    | 35 a 39 | 24    |
| 24    | 30 a 34 | 16    |
| 12    | 25 a 29 | 32    |
| 20    | 20 a 24 | 24    |
| 16    | 15 a 19 | 32    |
| 24    | 10 a 14 | 36    |
| 40    | 5 a 9   | 8     |
| 8     | 0 a 4   | 20    |

## Economia
El 2007 la població en edat de treballar era de 529 persones, 384 eren actives i 145 eren inactives. De les 384 persones actives 368 estaven ocupades (192 homes i 176 dones) i 16 estaven aturades (7 homes i 9 dones). De les 145 persones inactives 60 estaven jubilades, 54 estaven estudiant i 31 estaven classificades com a «altres inactius».

### Ingressos
El 2009 a Saint-Laurent-d'Oingt hi havia 318 unitats fiscals que integraven 840,5 persones, la mediana anual d'ingressos fiscals per persona era de 19.198 €.

### Activitats econòmiques
Dels 33 establiments que hi havia el 2007, 1 era d'una empresa alimentària, 6 d'empreses de construcció, 9 d'empreses de comerç i reparació d'automòbils, 3 d'empreses de transport, 2 d'empreses d'hostatgeria i restauració, 1 d'una empresa d'informació i comunicació, 1 d'una empresa financera, 6 d'empreses de serveis, 1 d'una entitat de l'administració pública i 3 d'empreses classificades com a «altres activitats de serveis».
Dels 11 establiments de servei als particulars que hi havia el 2009, 3 eren tallers de reparació d'automòbils i de material agrícola, 1 taller d'inspecció tècnica de vehicles, 2 paletes, 1 guixaire pintor, 2 fusteries, 1 lampisteria i 1 restaurant.
L'únic establiment comercial que hi havia el 2009 era una floristeria.
L'any 2000 a Saint-Laurent-d'Oingt hi havia 62 explotacions agrícoles que ocupaven un total de 572 hectàrees.

## Equipaments sanitaris i escolars
El 2009 hi havia una escola elemental.

## Poblacions més properes
El següent diagrama mostra les poblacions més properes.